# Méry-Corbon
Méry-Corbon ist eine Ortschaft im französischen Département Calvados in der Normandie. Die bis zum 1. Januar 2017 bestehende Gemeinde gehörte zum Kanton Mézidon-Canon und zum Arrondissement Lisieux und war ein Mitglied der Communauté de communes de la Vallée d’Auge. Die Bewohner nennen sich Méry-Corbonais. Méry-Corbon ging durch ein Dekret vom 8. September 2016 in der neu geschaffenen Gemeinde Méry-Bissières-en-Auge, einer Commune nouvelle, auf. Seither ist sie der Hauptort (Chef-lieu) und eine Commune déléguée.

## Geografie
Durch Méry-Corbon fließt die Dives.
Die Nachbargemeinden waren Cléville im Westen und im Nordwesten, Hotot-en-Auge im Nordosten, Biéville-Quétiéville im Osten, Magny-le-Freule im Süden und Bissières und Croissanville im Südwesten.
| Jahr      | 1962 | 1968 | 1975 | 1982 | 1990 | 1999 | 2008 | 2019 |
| --------- | ---- | ---- | ---- | ---- | ---- | ---- | ---- | ---- |
| Einwohner | 551  | 556  | 587  | 621  | 873  | 835  | 859  | 905  |

## Sehenswürdigkeiten
- romanische Kirche Saint-Martin, Monument historique

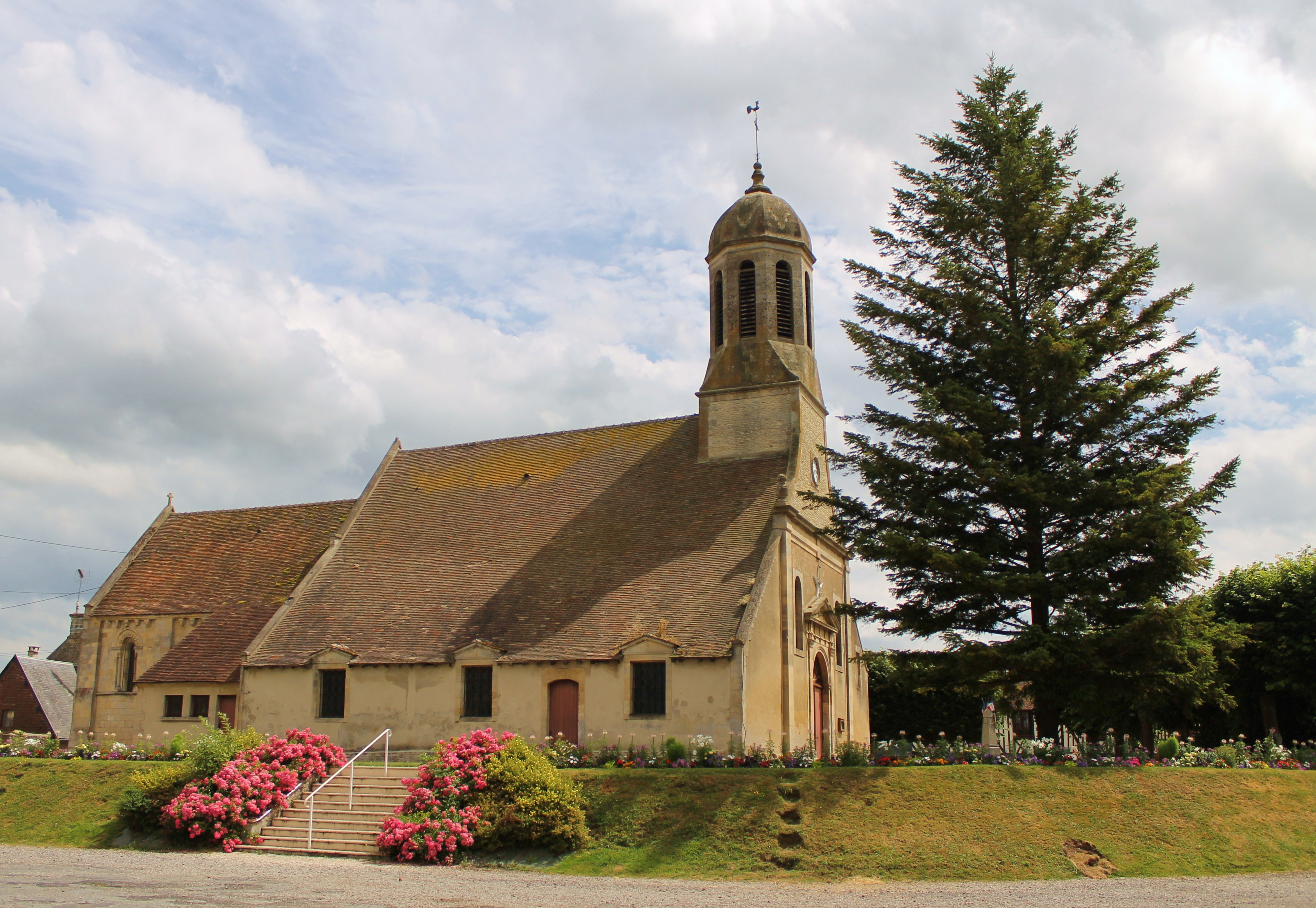
Kirche Saint-Martin